# Туманов, Владимир Александрович
Влади́мир Алекса́ндрович Тума́нов (20 октября 1926, Кропоткин, Краснодарский край — 9 июня 2011, Москва) — советский и российский юрист и учёный-правовед, председатель Конституционного суда Российской Федерации в 1995—1997 годах, доктор юридических наук, профессор, Заслуженный деятель науки РСФСР, Заслуженный юрист Российской Федерации.

## Биография
В 1948 году окончил юридический факультет Института внешней торговли Министерства внешней торговли СССР. В 1948—1959 годах работал в «Интуристе». Учился в аспирантуре Всесоюзного института юридических наук Министерства юстиции СССР. В 1959—1994 годах работал в Институте государства и права АН СССР (затем РАН), где в 1969 году защитил диссертацию на соискание учёной степени доктора юридических наук по теме «Буржуазная правовая идеология: (К критике учений о праве)».
С декабря 1993 года — депутат Государственной Думы Федерального Собрания РФ первого созыва (фракция ПРЕС), член Комитета Госдумы по законодательству и судебно-правовой реформе.
25 октября 1994 года избран судьёй Конституционного Суда РФ, в связи с чем сложил полномочия депутата.
13 февраля 1995 года избран Председателем Конституционного Суда РФ.
24 декабря 1996 года подал заявление об отставке по возрасту, 20 февраля 1997 года отставка была принята, остался рядовым судьёй.
23 апреля 1997 года на сессии Парламентской Ассамблеи Совета Европы назначен Судьёй Европейского суда по правам человека в Страсбурге. 1 ноября 1998 года сложил полномочия Судьи Европейского суда в связи с реорганизацией.
Являлся председателем Совета при Президенте Российской Федерации по вопросам совершенствования правосудия, членом Комиссии при Президенте Российской Федерации по предварительному рассмотрению кандидатур на должности судей федеральных судов.
Действительный член Международной академии сравнительного права. Президент Международной ассоциации юридических наук под эгидой ЮНЕСКО. Член редакционных советов журналов «Вопросы правоведения», «Право. Журнал Высшей школы экономики» и др.

## Награды
- Орден «За заслуги перед Отечеством» III степени (27 июля 1996) — за заслуги перед государством и в связи с 70-летием со дня рождения[8]
- Орден «Знак Почёта»
- Медаль Анатолия Кони (Министерство юстиции Российской Федерации)
- Заслуженный юрист Российской Федерации (31 мая 2007) — за заслуги в укреплении законности, защите прав и законных интересов граждан и многолетнюю добросовестную работу[9]

## Научные труды

### Монографии
- Туманов В. А. Критика современной буржуазной теории права / Всесоюзный институт юридических наук. — М.: Госюриздат, 1957. — 176 с.
- Туманов В. А. Буржуазная правовая идеология: К критике учений о праве. — М.: Наука, 1971. — 381 с.
- Туманов В. А. Избирательные системы и партии в буржуазном государстве. — М., 1979.
- Буржуазная конституция на современном этапе: основные тенденции / Р. Х. Вильданов, В. А. Туманов, С. А. Егоров и др.; Отв. ред. В. А. Туманов. — М.: Наука, 1983. — 216 с.
- Проблемы государства и права в современной идеологической борьбе / Я. Радев, В. А. Туманов, Л. С. Мамут и др.; Под ред. Я. Радева, В. Туманова. — М.: Юридическая литература, 1983. — 208 с.
- Современная буржуазная политико-правовая идеология: критический анализ / В. А. Туманов, Н. И. Козюбра, В. К. Забигайло и др.; Редкол.: В. А. Туманов (пред.) и др. — Киев: Наукова думка, 1985. — 272 с.
- Туманов В. А. Европейский Суд по правам человека: Очерк организации и деятельности. — М.: Норма, 2001. — 295 с. — (Ннорма). — ISBN 5-89123-541-2.
- Туманов В. А. Избранное. — М.: Норма: ИНФРА-М, 2010. — 735 с. — ISBN 978-5-91768-032-3.

### Брошюры
- Миньковский Г. М., Туманов В. А. Суд в СССР и в странах капитала. — М.: Госполитиздат, 1954. — 72 с.
- Миньковский Г. М., Туманов В. А. Суд в СССР и в странах капитала. — 2-е изд., перераб. — М.: Госполитиздат, 1957. — 96 с.
- Туманов В. А. Материал к лекции на тему «Запрещение Коммунистической партии Германии — антинародный незаконный акт» / Канд. юрид. наук В. А. Туманов; Всесоюз. о-во по распространению полит. и науч. знаний. — М.: [б. и.], 1956. — 38 с.
- Туманов В. А. Против современной буржуазной теории права / Канд. юрид. наук В. А. Туманов. — М.: Знание, 1955. — 32 с. — (Серия 2 / Всесоюз. о-во по распространению полит. и науч. знаний; № 47).
- Туманов В. А. Критика современной буржуазной политической и правовой идеологии / В. А. Туманов, д-р юрид. наук, проф. — М.: Знание, 1970. — 16 с. («О Советском государстве и праве» / Науч.-метод. совет по пропаганде знаний о государстве и праве).
- Туманов В. А. Критика современных буржуазных теорий о государстве и праве / В. А. Туманов, д-р юрид. наук, проф. — М.: Знание, 1972. — 32 с.

### Энциклопедии и словари
- Конституция Российской Федерации: Энциклопедический словарь / Авт. коллектив: В. А. Туманов, В. Е. Чиркин, Ю. А. Юдин; Руководитель авт. коллектива С. М. Шахрай. — М.: Большая российская энциклопедия, 1995. — 416 с. — ISBN 5-85270-121-1.
- Конституция Российской Федерации: Энциклопедический словарь / Авт. коллектив: В. А. Туманов, В. Е. Чиркин, Ю. А. Юдин; Руководитель авт. коллектива С. М. Шахрай. — 2-е изд., перераб. и доп. В. А. Тумановым. — М.: Большая российская энциклопедия: Юристъ, 1997. — 319 с. — (Interpretationes). — ISBN 5-7357-0143-6.
- Конституция Российской Федерации : Словарь-справочник школьника / [В. А. Туманов и др.]. — СПб.: Громов, 1997. — 255 с. — («Хочу всё знать!»). — ISBN 5-89138-001-3.
- Баглай М. В., Туманов В. А. Малая энциклопедия конституционного права. — М.: БЕК, 1998. — 505 с. — ISBN 5-85639-241-8.
- Конституция Российской Федерации: Словарь-справочник учащегося / [В. А. Туманов и др.]. — 2-е изд., испр. и доп. — СПб.: Изд. дом Громова, 2004. — 255 с. — ISBN 5-89138-026-9.